# Diaea rufoannulata
Diaea rufoannulata là một loài nhện trong họ Thomisidae.
Loài này thuộc chi Diaea. Diaea rufoannulata được Eugène Simon miêu tả năm 1880.